# Zelotes mulanjensis
Zelotes mulanjensis (FitzPatrick, 2007) è un ragno appartenente alla famiglia Gnaphosidae.

## Etimologia
Il nome della specie deriva dai monti Mulanje, nel Malawi, luogo di rinvenimento degli esemplari, e dal suffisso latino -ensis che ne indica l'appartenenza.

## Caratteristiche
Questa specie non è stata attribuita a nessun gruppo: si distingue dalle altre per l'apofisi terminale rialzata, la base dell'embolus prolateralmente appuntita e retrolateralmente estesa; inoltre l'embolus è di media lunghezza e bifido.
L'olotipo maschile rinvenuto ha lunghezza totale è di 5,42mm; la lunghezza del cefalotorace è di 2,50mm; e la larghezza è di 1,92mm.

## Distribuzione
La specie è stata reperita nel Malawi meridionale: l'olotipo maschile è stato rinvenuto nelle colline Chilemba, facenti parte dei monti Mulanje, appartenenti a loro volta al distretto omonimo.

## Tassonomia
Al 2016 non sono note sottospecie e dal 2007 non sono stati esaminati nuovi esemplari.